# 強人 (政治)

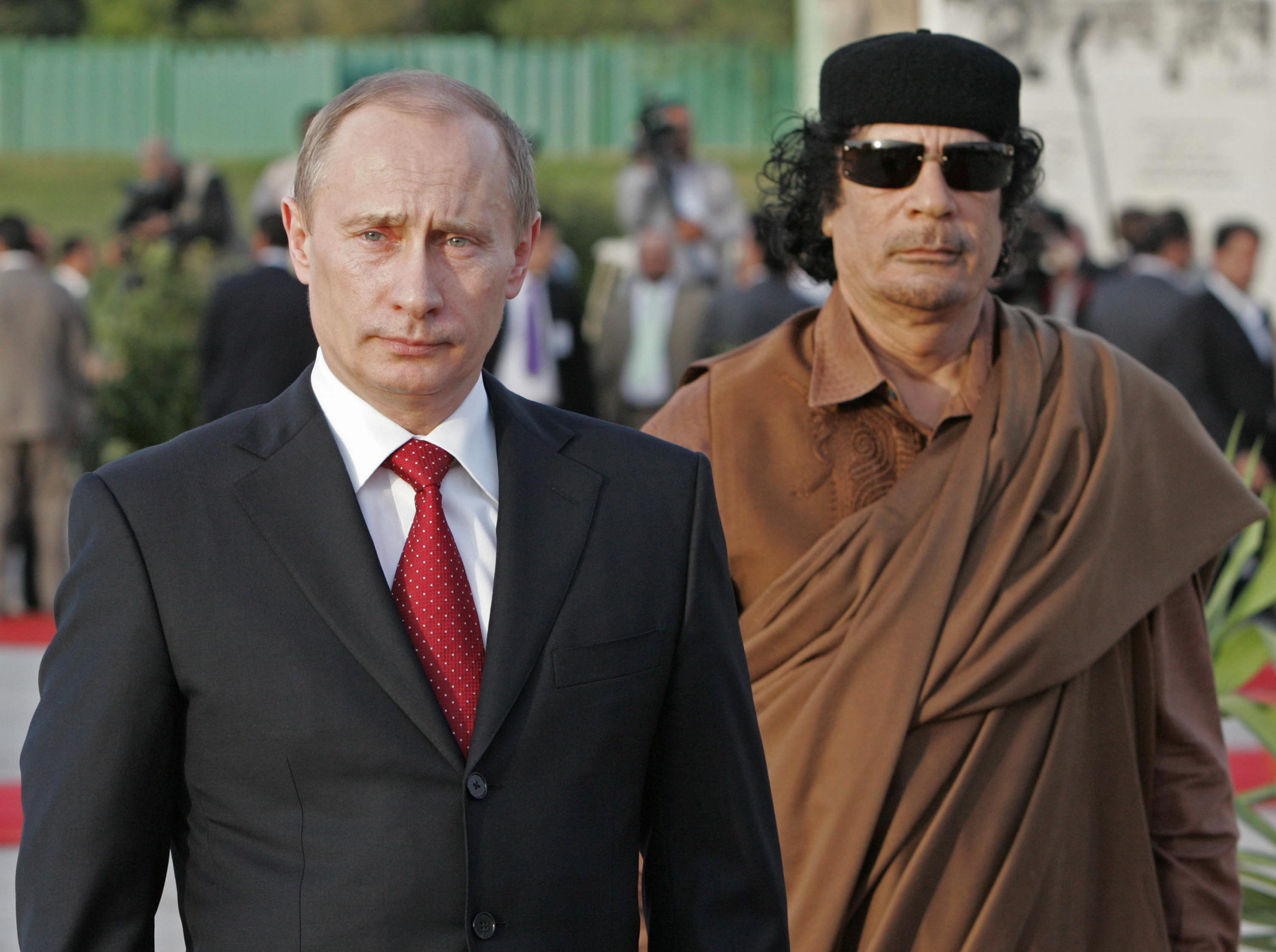
強人政治的典型人物：俄羅斯總統普京與利比亞民眾國領導人卡扎菲，攝於2008年。

強人（英語：Strongman）在國際政治學當中，是指一個在威權主義或極權主義政體中實行鐵腕統治的政治領袖。這個詞彙通常與西方世界學者口中的“獨裁者”互不抵觸，但其性質與“軍閥”不同，特別是在東歐和亞洲一些國家，多數作為貶義之用。強人不一定是該國是正式的國家元首或政府首腦。有時候，會用這個詞彙來描述一個比當地憲法允許的對政府影響力更大的軍人或政治人物。例如，曼努埃爾·諾列加將軍經常被譽為“巴拿馬的強人”，因為他對巴拿馬行使的巨大实際政治權力，儘管他不是國家的正式總統或總理。在事實中，他的角色是獨裁者的角色；中國共產黨第二代領導人鄧小平帶領中國進行改革開放，雖然他不是國家元首或政府首腦，但被視為20世紀80年代中國的最高領導人，其地位亦得到官方認可。同樣，並不是每一個關於“強而有力的領導”（或者是提供這樣的的所有承諾的設想）都是由一個強人來統治的。有些性格放荡不羁、做事雷厲風行且乾淨俐落並凡事强烈追求极至和绝对的政治強人，更時常被戲稱為政治「狂人」。許多共和政體強人，往往把大權傳諸子弟，變成家族獨裁，近年的例子有朝鮮民主主義人民共和國的金日成家族和新加坡共和国的李光耀家族。

## 政治強人
- 袁世凱（ 北洋政府）
- 段祺瑞（ 北洋政府)
- 吳佩孚（ 北洋政府)
- 張作霖（ 北洋政府）
- 蔣中正（ 中华民国）
- 蔣經國（ 中华民国）
- 李登輝（ 中華民國）[3]
- 毛泽东（ 中华人民共和国）
- 邓小平（ 中华人民共和国）
- 习近平（ 中华人民共和国）[4]
- 明治天皇（ 日本）
- 昭和天皇（ 日本）
- 近衛文麿（ 日本）
- 東條英機（ 日本）
- 小矶國昭（ 日本）
- 杉山元（ 日本）
- 阿南惟几（ 日本）
- 李承晚（ ）
- 朴正熙（ ）
- 全斗煥（ ）
- 盧泰愚（ ）
- 吳廷琰（ 越南共和国）
- 楊文明（ 越南共和国）
- 阮慶（ 越南共和国）
- 阮文紹（ 越南共和国）
- 金日成（ ）
- 金正日（ ）
- 金正恩（ ）
- 胡志明（ 越南民主共和国）
- 黎笋（ 越南）
- 阮富仲（ 越南）[5]
- 凱山·豐威漢（ ）
- 坎代·西潘敦（ ）
- 朗诺（ 柬埔寨）
- 波尔布特（ 柬埔寨）
- 韓桑林（ 柬埔寨
- 洪森（ 柬埔寨）
- 鑾披汶·頌堪（ 泰國）
- 沙立·他那叻（ 泰國）
- 他儂·吉滴卡宗（ 泰國）
- 炳·廷素拉暖（ 泰國）
- 颂提·汶雅叻格林（ 泰國）
- 帕拉育·詹歐查（ 泰國）
- 奈溫（ 緬甸）
- 蘇貌（ 緬甸）
- 丹瑞（ 緬甸）
- 敏昂來（ 緬甸）
- 彭家聲（ 緬甸 果敢）
- 林明賢（ 緬甸 缅甸掸邦东部第四特区)
- 坤沙（ 緬甸撣邦）
- 鲍有祥（ 緬甸 佤邦）
- 李光耀（ 新加坡）
- 李顯龍（ 新加坡）
- 东姑阿都拉曼（ 马来西亚）
- 马哈迪·莫哈末（ 马来西亚）
- 哈桑纳尔·博尔基亚（ ）
- 蘇卡諾（ 印度尼西亞）
- 蘇哈托（ 印度尼西亞）
- 費迪南德·馬可仕（ 菲律賓）
- 羅德里戈·杜特蒂（ 菲律賓）
- 贾瓦哈拉尔·尼赫魯（ 印度）
- 英迪拉·甘地（ 印度）[6]
- 纳伦德拉·莫迪（ 印度）
- 阿尤布·汗（ 巴基斯坦）
- 葉海亞·汗（ 巴基斯坦）
- 齊亞·哈克（ 巴基斯坦）
- 穆沙拉夫（ 巴基斯坦）
- 謝赫·穆吉布·拉赫曼（ ）
- 齊亞·拉赫曼（ ）
- 艾爾沙德（ ）
- 谢赫·哈西娜（ ）
- 馬欣達·拉賈帕克薩（ 斯里蘭卡）
- 穆蒙·阿卜杜勒·加堯姆（ 馬爾地夫）
- 努爾蘇丹·納扎爾巴耶夫（ ）
- 卡西姆若马尔特·托卡耶夫（ ）
- 阿斯卡爾·阿卡耶夫（ ）
- 库尔曼别克·巴基耶夫（ ）
- 伊斯蘭·卡里莫夫（ ）
- 沙夫卡特·米尔济约耶夫（ ）
- 薩帕爾穆拉特·尼亞佐夫（ ）
- 古爾班古力·別迪穆罕默多夫（ ）
- 谢尔达尔·别尔德穆哈梅多夫（ ）
- 蓋達爾·阿利耶夫（ ）
- 伊利哈姆·阿利耶夫（ ）
- 凱末爾（ 土耳其）
- 杰马勒·古尔塞勒（ 土耳其）
- 凯南·埃夫伦（ 土耳其）
- 雷傑普·塔伊普·艾爾多安（ 土耳其）
- 埃莫馬利·拉赫蒙（ ）
- 礼萨汗（伊朗）
- 穆罕默德-礼萨·巴列维（伊朗）
- 霍梅尼（ 伊朗）
- 阿里·哈梅內伊（ 伊朗）
- 马哈茂德·艾哈迈迪·内贾德（ 伊朗）
- 哈桑·鲁哈尼（ 伊朗）
- 易卜拉欣·莱希（ 伊朗）
- 穆罕默德·達烏德汗（ 阿富汗）
- 穆罕默德·塔拉基（ 阿富汗）
- 哈菲佐拉·阿明（ 阿富汗）
- 巴布拉克·卡爾邁勒（ 阿富汗）
- 穆罕默德·納吉布拉（ 阿富汗）
- 古勒卜丁·希克馬蒂亞爾（ 阿富汗）
- 艾哈迈德·沙阿·马苏德（ 阿富汗）
- 穆罕默德·奧馬爾（ 阿富汗）
- 海巴图拉·阿洪扎达（ 阿富汗）
- 哈米德·卡爾扎伊（ 阿富汗）
- 阿卜杜勒·拉希德·杜斯塔姆（ 阿富汗）
- 阿道夫·希特勒（ 德國）
- 貝尼托·墨索里尼（ 義大利）
- 彼得·威廉·波塔（ 南非）
- 弗朗西斯科·佛朗哥（ 西班牙）
- 安东尼奧·德·奧利维拉·萨拉查（ 葡萄牙）
- 霍爾蒂·米克洛什（ 匈牙利）
- 萨拉希·费伦茨（ 匈牙利）
- 奧班·維克多（ 匈牙利）
- 扬·安东内斯库（ 羅馬尼亞）
- 基蒙·格奥尔吉耶夫（ 保加利亚）
- 鲍里斯三世（ 保加利亚）
- 安特·帕維里奇（ 克羅埃西亞獨立國
- 陶爾斐斯（ 奥地利）
- 卡尔·古斯塔夫·埃米尔·曼纳海姆（ 芬兰）
- 约瑟夫·毕苏斯基（ 波兰）
- 安塔纳斯·斯梅托纳（ 立陶宛）
- 卡尔利斯·乌尔马尼斯（ 拉脫維亞）
- 康斯坦丁·佩茨（ 爱沙尼亚）
- 約瑟夫·史達林（ 苏联）
- 列昂尼德·布里茲涅夫（ 苏联）
- 霍爾洛·喬巴山（ 蒙古）
- 尤睦佳·澤登巴爾（ 蒙古）
- 格奧爾基·季米特洛夫（ 保加利亚）
- 维尔科·契尔文科夫（ 保加利亚）
- 日夫科夫（ 保加利亚）
- 克萊門特·哥特瓦爾德（ 捷克斯洛伐克）
- 安东宁·诺沃提尼（ 捷克斯洛伐克）
- 古斯塔夫·胡萨克（ 捷克斯洛伐克）
- 瓦爾特·烏布利希（ 东德）
- 埃里希·何內克（ 东德）
- 拉科西·馬加什（ 匈牙利）
- 卡達爾·亞諾什（ 匈牙利）
- 博萊斯瓦夫·貝魯特（ 波兰）
- 瓦迪斯瓦夫·哥穆尔卡（ 波兰）
- 爱德华·盖莱克（ 波兰）
- 沃伊切赫·雅鲁泽尔斯基（ 波兰）
- 格奧爾基·喬治烏-德治（ 羅馬尼亞）
- 尼古拉·齐奥塞斯库（ 羅馬尼亞）
- 恩維爾·霍查（ 阿爾巴尼亞）
- 约瑟普·布罗兹·铁托（ 南斯拉夫）
- 鲍里斯·叶利钦（ 俄羅斯）
- 弗拉基米爾·普丁（ 俄羅斯）
- 亞歷山大·盧卡申科（ 白俄羅斯）
- 拉姆赞·卡德罗夫（ 俄羅斯 车臣共和国）
- 杜達耶夫（伊奇克里亚车臣共和国)
- 庫奇馬（ 乌克兰）
- 亞努科維奇（ 乌克兰）
- 謝瓦爾德納澤（格魯吉亞）
- 斯洛博丹·米洛舍维奇（ 南斯拉夫）
- 亚历山大·武契奇（ 塞爾維亞）
- 哈希姆·萨奇（ 科索沃）
- 阿利雅·伊澤特貝戈維奇（ ）
- 圖季曼（ ）
- 揚尼斯·梅塔克薩斯（ 希腊）
- 戴維·本-古里安（ 以色列）
- 伊扎克·拉賓（ 以色列）
- 艾里爾·夏隆（ 以色列）
- 班傑明·納坦雅胡（ 以色列）
- 亞西爾·阿拉法特（ 巴勒斯坦）
- 馬哈茂德·阿巴斯（ 巴勒斯坦）
- 伊斯梅尔·哈尼亚（ 巴勒斯坦）
- 哈菲兹·阿萨德（ 叙利亚）
- 巴沙尔·阿萨德（ 叙利亚）
- 薩達姆·海珊（ 伊拉克）
- 阿里·阿卜杜拉·薩利赫（ 葉門）
- 納賽爾（ 埃及）
- 沙達特（ 埃及）
- 穆罕默德·胡斯尼·穆巴拉克（ 埃及）
- 阿卜杜勒-法塔赫·塞西（ 埃及）
- 穆安瑪爾·格達費（ 利比亞）
- 哈利法·贝加斯姆·哈夫塔尔（ 利比亞）
- 哈比卜·布爾吉巴（ 突尼西亞）
- 宰因·阿比丁·本·阿里（ 突尼西亞）
- 本·貝拉（ 阿尔及利亚）
- 胡阿里·布邁丁（ 阿尔及利亚）
- 沙德利·本·傑迪德（ 阿尔及利亚）
- 阿卜杜勒-阿齊茲·布特弗利卡（ 阿尔及利亚）
- 加法尔·尼迈里（ 苏丹）
- 奧馬爾·巴希爾（ 苏丹）
- 阿卜杜勒·法塔赫·阿卜杜勒拉赫曼·布尔汉（ 苏丹）
- 穆罕默德·哈姆丹·达加洛（ 苏丹）
- 門格斯圖（ 衣索比亞）
- 梅萊斯·澤納維（ 衣索比亞）
- 穆罕默德·西亞德·巴雷（ ）
- 伊薩亞斯·阿費沃爾基（ ）
- 哈桑·古萊德·阿普蒂敦（ ）
- 伊斯梅爾·奧馬爾·蓋萊（ ）
- 喬莫·肯雅塔（ ）
- 丹尼爾·阿拉普·莫怡（ ）
- 米尔顿·奥博特（ 乌干达）
- 伊迪·阿敏（ 乌干达）
- 約韋里·穆塞韋尼（ 乌干达）
- 米歇爾·米孔貝羅（ ）
- 讓·巴蒂斯特·巴加扎（ ）
- 皮埃爾·布約亞（ ）
- 皮埃爾·恩庫倫齊扎（ ）
- 朱韦纳尔·哈比亚利马纳（ 卢旺达）
- 塞内斯提·巴高索雷（ 卢旺达）
- 保罗·卡加梅（ 卢旺达）
- 達烏達·賈瓦拉（ ）
- 葉海亞·賈梅（ ）
- 若昂·贝尔纳多·维埃拉（ ）
- 艾哈邁德·塞古·杜爾（ 几内亚）
- 兰萨纳·孔戴（ 几内亚）
- 马维亚·乌尔德·西德·艾哈迈德·塔亚（ 毛里塔尼亚）
- 費利克斯·烏弗埃-博瓦尼（ ）
- 洛朗·巴博（ ）
- 夸梅·恩克魯瑪（ ）
- 傑瑞·羅林斯（ ）
- 納辛貝·埃亞德馬（ 多哥）
- 福雷·纳辛贝（ 多哥）
- 馬蒂厄·克雷庫（ ）
- 布萊斯·孔波雷（ 布吉納法索）
- 穆萨·特拉奥雷（ ）
- 弗朗索瓦·托姆巴巴耶（ ）
- 侯賽因·哈布雷（ ）
- 伊德里斯·德比（ ）
- 博卡薩（ 中非）
- 安德烈·科林巴（ 中非）
- 阿赫馬杜·阿希喬（ 喀麦隆）
- 保羅·比亞（ 喀麦隆）
- 弗朗西斯科·马西亚斯·恩圭马（ 赤道几内亚）
- 特奧多羅·奧比昂·恩圭馬·姆巴索戈（ 赤道几内亚）
- 奧馬爾·邦戈（ 加彭）
- 德尼·薩蘇-恩格索（ 刚果共和国）
- 蒙博托·塞塞·塞科（ ）
- 洛朗·卡比拉（ 刚果民主共和国）
- 约瑟夫·卡比拉（ 刚果民主共和国）
- 若澤·愛德華多·多斯桑托斯（ 安哥拉）
- 肯尼思·卡翁達（ 尚比亞）
- 海斯廷斯·卡穆祖·班達（ 马拉维）
- 伊恩·史密斯（ 羅德西亞）
- 羅伯·穆加比（ 辛巴威）
- 迪迪安·拉齊拉卡（ 马达加斯加）
- 弗朗斯-阿爾貝·勒內（ 塞舌尔）
- 罗纳德·里根( 美国)
- 乔治·赫伯特·沃克·布什( 美国)
- 乔治·沃克·布什( 美国)
- 迪克·切尼( 美国)
- 唐纳德·特朗普( 美国)[7]
- 埃隆·马斯克( 美国)
- 富爾亨西奧·巴蒂斯塔（ 古巴）
- 菲德爾·卡斯楚（ 古巴）
- 勞爾·卡斯楚（ 古巴）
- 安纳斯塔西奥·布斯塔曼特（ 墨西哥）
- 安东尼奥·洛佩兹·德·桑塔·安纳（ 墨西哥）
- 波费里奥·迪亚斯（ 墨西哥）
- 普魯塔爾科·埃利亞斯·卡列斯（ 墨西哥）
- 何塞·拉斐尔·卡雷拉·图尔西奥斯（ ）
- 胡斯托·鲁菲诺·巴里奥斯·奥延（ ）
- 曼努埃尔·何塞·埃斯特拉达·卡夫雷拉（ ）
- 豪爾赫·烏維科（ ）
- 蒂武西奧·卡里亚斯·安迪诺（ ）
- 馬克西米利亞諾·埃爾南德斯·馬丁內斯（ 薩爾瓦多）
- 安納斯塔西奧·索摩查·加西亞（ 尼加拉瓜）
- 安納斯塔西奧·索摩查·德瓦伊萊（ 尼加拉瓜）
- 丹尼爾·奧蒂嘉（ 尼加拉瓜）
- 托馬斯·瓜迪亞·古鐵雷斯（ ）
- 费德里科·蒂诺科·格拉纳多斯（ ）
- 何塞·菲格雷斯·费雷尔（ ）
- 奥马尔·托里霍斯（ 巴拿马）
- 曼努埃尔·诺列加（ 巴拿马）
- 亚历山大·佩蒂翁（ 海地）
- 让-皮埃尔·布瓦耶（ 海地）
- 法布尔·热弗拉尔（ 海地）
- 皮埃尔·诺尔·亚历克西（ 海地）
- 保罗·马格卢瓦尔（ 海地）
- 法蘭索瓦·杜瓦利埃（ 海地）
- 让-克洛德·杜瓦利埃（ 海地）
- 尤里塞斯·厄魯（英语：Ulises Heureaux）（ ）
- 拉斐爾·特魯希略（ ）
- 華金·巴拉格爾（ ）
- 瓦加斯（ 巴西）
- 翁貝托·德·阿倫卡爾·卡斯特略·布朗庫（ 巴西）
- 阿圖爾·達科斯塔·伊·席爾瓦（ 巴西）
- 奧米利奧·梅迪西（ 巴西）
- 埃內斯托·蓋澤爾（ 巴西）
- 福布斯·伯纳姆（ ）
- 德西·鮑特瑟（ 苏里南）
- 胡安·比森特·戈麦斯（ 委內瑞拉）
- 烏戈·查維茲（ 委內瑞拉）
- 尼古拉斯·馬杜洛·莫羅斯（ 委內瑞拉）
- 勞雷亞諾·戈麥斯（ 哥伦比亚）
- 古斯塔沃·羅哈斯·皮尼利亞（ 哥伦比亚）
- 加布里埃尔·加西亚·莫雷诺（ ）
- 埃洛伊·阿尔法罗（ ）
- 何塞·馬里亞·貝拉斯科·伊瓦拉（ ）
- 吉列爾莫·羅德里格斯·拉臘（ ）
- 奧古斯托·貝納爾迪諾·萊吉亞·伊·薩爾塞多（ 秘魯）
- 胡安·貝拉斯科·阿爾瓦拉多（ 秘魯）
- 弗朗西斯科·莫拉萊斯·貝穆德斯（ 秘魯）
- 阿爾韋托·藤森（ 秘魯）
- 曼努埃爾·伊西多羅·貝爾蘇（ 玻利维亚）
- 马里亚诺·梅尔加雷霍（ 玻利维亚）
- 格曼·布施（英语：Germán Busch）（ 玻利维亚）
- 瓜爾韋托·維拉羅埃爾（英语：Gualberto Villarroel）（ 玻利维亚）
- 烏戈·班塞爾（ 玻利维亚）
- 卡洛斯·安东尼奥·洛佩斯（ 巴拉圭）
- 弗朗西斯科·索拉诺·洛佩斯（ 巴拉圭）
- 伊希尼奥·莫里尼戈（ 巴拉圭）
- 斯特羅斯納（ 巴拉圭）
- 皮諾契特（ 智利）
- 胡安·曼努埃尔·德·罗萨斯（ 阿根廷）
- 胡安·裴隆（ 阿根廷）
- 佩德羅·尤金尼奧·阿蘭布魯（ 阿根廷）
- 胡安·卡洛斯·翁加尼亚（ 阿根廷）
- 亞歷杭德羅·阿古斯丁·拉努塞（ 阿根廷）
- 魏地拉（ 阿根廷）
- 加爾鐵里（ 阿根廷）
- 胡安·瑪麗亞·博達維里（英语：Juan María Bordaberry）（ 乌拉圭）
- 弗蘭克·姆拜尼馬拉馬（ 斐济）

## 外部連結
- 「開創時代 政治巨人」 （页面存档备份，存于）
- 於德國推出的一款以政治強人為主題的紙牌遊戲《Tyrannen》,目前共分為四個系列 :
  - Tyrannen I政治強人紙牌系列 （页面存档备份，存于）
  - Tyrannen II政治強人紙牌系列 （页面存档备份，存于）
  - Tyrannen III政治強人紙牌系列 （页面存档备份，存于）
  - Tyrannen IV政治強人紙牌系列 （页面存档备份，存于）
- 世界獨裁者列表 （页面存档备份，存于）

（非中立，僅供參考）